# 日産・ZEOD RC
日産・ZEOD RC (Zero Emission On Demand Racing Car) とは、日産自動車がレース用ハイブリッドカーとして開発したクローズドボディのプロトタイプレーシングカーである。2014年のル・マン24時間レースへの参戦を目的に開発された。
エンジンによる通常走行にアシストとして電力を使う一般的なハイブリッドカーと異なり、エンジン走行と電力走行を切り替えるスタイルであり、エンジン走行中に電力を回生してバッテリーに蓄積し、電力を蓄えたところでモーターに切り替えて走行し、バッテリーが切れると再びエンジン走行を繰り返すというPHEVのような手法を採っている。電力走行中はEVと変わらない為、EVレースカーなどとも称されたりするが、厳密にはEVというよりはシリーズ式ハイブリッドである。
「ZEOD RC」のアルファベットによる表記箇所を日本語のカタカナによる表記に直した場合、「ズィオッド・アールシー」の表記となる。ただし、本稿のレースカーについて、日本語の自動車関連雑誌やインターネットの日本語サイトでは、「ズィオッド・アールシー」というカタカナによる車名表記で取り上げられることは大変稀であり、通常はアルファベットによる車名表記の「ZEOD RC」を主体として取り上げられることが圧倒的に多い（例：『オートスポーツ』（雑誌・インターネット）、『モーターファン・イラストレーテッド』（雑誌）等他多数）。左記の場合では、カタカナによる車名表記が使われることがあっても、アルファベットによる車名表記の読み方の説明という限定的な用法として使われる程度である。

## 概要
2012年のル・マン24時間レースに「Garage 56枠」として出走を目指す「プロジェクト56」計画の為に結成されたドン・パノスが率いるデルタウイング・コンソーシアムに参画してデルタウイングをデザインしたベン・ボウルビー（Ben Bowlby）が日産・ZEOD RCを設計した。ボウルビーは元々、インディカー・シリーズの2012年用のマシンとしてデルタウイングのコンセプトが採用されることを目指して、チップ・ガナッシ・レーシングの援助で設立されたデルタウイング・レーシング・カーズで開発に当たっていた。デルタウイングがインディカーのコンセプトに不採用になった後、上記の「プロジェクト56」に基づいて、ル・マンに参戦することとなったが、そのプロジェクトに日産はエンジンの供給とネーミング・ライツ（名称権）の買取を行ない、『ニッサン-デルタウィング』のエントラント名でデルタウイングは2012年のル・マン24時間レースとアメリカン・ル・マン・シリーズのレースに参戦した。
ZEOD RCは、デルタウイングによく似たデザインのシャシーに、リチウムイオンバッテリーで発生させた動力とエンジンでつくり出された回転エネルギーを合わせて効率よくタイヤに伝えられるようにした機構（ハイブリッドカーのドライブトレイン）を備えさせたものである 。ル・マン24時間レース決勝の前日の2013年6月21日、フランスのル・マン市内のサルト・サーキットで公開した。ZEOD RCについて、日産は、以下の3点を強調した。
- ZEOD RCは、「日産・リーフ」のリチウムイオンバッテリー技術を活用
- ZEOD RCは、時速300km以上のスピードを実現
- 2014年のル・マン24時間レース参戦に向け、技術テストを開始

フランス西部自動車クラブ (ACO) は、ZEOD RCに2014年のル・マン24時間レースの「Garage 56枠」を与えることを発表した。
10月17日には、日本国内でもニスモ本社にてZEOD RCが公開された。その式典に参加したボウルビーはインタビューで、ZEOD RCは、車名の由来にもなっているオン・デマンドでガソリン走行から切り替えて、ル・マンのサルト・サーキット1周13.629kmをゼロ・エミッションである電気のみによって走行することを目指す旨を述べている。
その後、ZEOD RCは富士スピードウェイで10月18日〜20日までの3日間、デモ走行を果たしている。
翌年の2014年、ル・マン24時間レースに参戦を果たしたZEOD RCは、予選3回目のセッションにおいて本山哲のドライブで、ミュルザンヌストレートで時速300kmを記録した。決勝では、ウォルフガング・ライプのドライブにより、電力走行のみでサルト・サーキット1周を走行した。電力走行によるサルト・サーキット1周は初となる。しかしギヤボックスの故障により、わずか23分でリタイアとなった。

## エンジンとドライブトレイン
ZEOD RCに搭載されたニッサンDIG-T Rエンジンは、イギリスのRMLの協力を得て開発され、重量40kgのコンパクトな1.5リッター3気筒直噴ターボエンジンとして設計された。ドライブトレインは、回生によって蓄電し、エンジン走行と電力走行を切り替えられる。

## 訴訟
ドン・パノスやチップ・ガナッシらが結成したデルタウイング・コンソーシアムが、2013年11月22日に、コンソーシアムに参画していた時にデルタウイングを設計したベン・ボウルビーと（デルタウイングにエンジンを供給していた）日産に対し、秘密保持と登録商標、企業秘密の悪用、契約違反などで損害賠償と、“デルタ（三角形）および翼形状の車両”の使用の差し止めを求める訴訟を起こしている。ボウルビーはガナッシ・レーシングと雇用契約を結んでいた際、厳しい機密保持の条件を誓約しており、退社後もガナッシおよび系列会社が保持する機密情報の漏洩が禁じられているが、ZEOD RCはプロジェクト56の知的財産権を用いてZEODを製作した為、デルタウイング・コンソーシアムの知的所有権を侵害したと主張している。
この主張に対し北米日産は、ZEOD RCは独自の新しいデザインで設計されていて第三者の知的所有権を侵すプロジェクトでないと主張している。
その後、2016年3月に法廷外で和解した。